# Шиме Шиматовић
Шиме Шиматовић (Перушић, 27. октобар 1919 — Загреб, 2. новембар 2016) био је југословенски и хрватски редитељ, сценариста и глумац.

## Биографија
Основну школу, гимназију, Филозофски факултет и глумачку школу „Бранка Гавелле” похађао је у Загребу. Први ангажман добио у „Хрватском народном казалишту” у Сплиту 1940. године. После талијанске окупације Сплита 1941. године вратио се у Загреб и добио ангажман у „Хрватском народном казалишту”.
После рата именован је првим уметничким директором Јадран филма. Филмску режију студирао у Прагу и Берлину. После студија у Прагу режирао три играна филма: Камени хоризонти, Наши се путови разилазе и Пустолов пред вратима.
Оснивач и први директор Загребачке школе цртаног филма, Загребфилм 1952. године. Био је један од иницијатора градње садашњег Јадран филма. Шест пута био је изабран за председника Друштва филмских радника и бавио се организацијом хрватске кинематографије. Консензусом свих филмских институција двапут је био изабран за председника Комисије за кинематографију Хрватске.

## Филмографија

### Редитељ
| Год.     | Назив                                   | Улога \|- style="background: Lavender; text-align:center; " | 1950.-те | 1950.-те | 1950.-те | 1950.-те |
| 1953.    | Камени хоризонти                        | /                                                           |          |          |          |          |
| 1957.    | Наши се путови разилазе                 | /                                                           |          |          |          |          |
| 1958.    | Посјети пријатеља                       | /                                                           |          |          |          |          |
| 1960.-те |                                         |                                                             |          |          |          |          |
| 1960.    | Антун Аугустинчић Документарни филм     | /                                                           |          |          |          |          |
| 1961.    | Пустолов пред вратима                   | /                                                           |          |          |          |          |
| 1962.    | Иван Мештровић Кратки документарни филм | /                                                           |          |          |          |          |
| 1968.    | Ферије Кратки филм                      | /                                                           |          |          |          |          |
| 1990.-те |                                         |                                                             |          |          |          |          |
| 1991.    | Мимара Кратки филм                      | /                                                           |          |          |          |          |
| 1992.    | Звоници Лике Кратки документарни филм   | /                                                           |          |          |          |          |

### Сценариста
| Год.     | Назив                                   | Улога \|- style="background: Lavender; text-align:center; " | 1950.-те | 1950.-те | 1950.-те | 1950.-те |
| 1953.    | Камени хоризонти                        | /                                                           |          |          |          |          |
| 1958.    | Посјети пријатеља                       | /                                                           |          |          |          |          |
| 1960.-те |                                         |                                                             |          |          |          |          |
| 1961.    | Пустолов пред вратима                   | /                                                           |          |          |          |          |
| 1962.    | Иван Мештровић Кратки документарни филм | /                                                           |          |          |          |          |
| 1968.    | Ферије Кратки филм                      | /                                                           |          |          |          |          |
| 1990.-те |                                         |                                                             |          |          |          |          |
| 1991.    | Мимара Кратки филм                      | /                                                           |          |          |          |          |
| 1992.    | Звоници Лике Кратки документарни филм   | /                                                           |          |          |          |          |

### Глумац
| Год.  | Назив           | Улога \|- style="background: Lavender; text-align:center; " | 1950.-те | 1950.-те | 1950.-те | 1950.-те |
| 1950. | Плави 9         | Иве                                                         |          |          |          |          |
| 1951. | Бакоња фра Брне | Чагљина                                                     |          |          |          |          |

## Награде
За филм „Плитвичка језера“ на фестивалу у Берлину добио награду Сребрни медвед што је била прва међународна награда за хрватску кинематографију.